# سیارک ۲۶۵۳۲
سیارک ۲۶۵۳۲ (به انگلیسی: 26532 Eduardoboff، نامگذاری:2000CZ102)۲۶۵۳۲مین سیارک کشف شده‌است که در ۰۶ فوریه ۲۰۰۰ کشف شد.